# Finirà bene
Finirà bene è un singolo del cantautore italiano Ermal Meta, pubblicato il 1º maggio 2020.

## Descrizione
Il singolo è stato presentato per la prima volta durante il festival musicale del Concerto del Primo Maggio 2020.

## Video musicale
Il videoclip è stato pubblicato in concomitanza con il lancio del singolo attraverso il canale YouTube del cantante.